# Kuma Kuma Kuma Bear
Kuma Kuma Kuma Bear (くまクマ熊ベアー?, Kuma kuma kuma beā) è una serie di light novel scritta da Kumanano e illustrata da 029 che ha iniziato la serializzazione online il 13 ottobre 2014 sul sito web Shōsetsuka ni narō. Successivamente è stata acquistata da Shufu to Seikatsu Sha, che ne ha pubblicato ventuno volumi a partire dal 29 maggio 2015 sotto l'etichetta PASH!.
Un adattamento manga, disegnato da Sergei, viene serializzato online sul sito web Comic PASH! a partire dal 28 marzo 2018.
Un adattamento anime della serie, prodotto da EMT Squared, è andato in onda dal 7 ottobre al 23 dicembre 2020. Una seconda stagione della serie è stata trasmessa dal 3 aprile al 19 giugno 2023.

## Trama
Yuna è un'adolescente annoiata che trascorre il suo tempo come NEET e vive grazie ai soldi che guadagna in borsa, il tutto con la disapprovazione dei suoi genitori, che la deridono. Mentre gioca a World Fantasy Online, il suo gioco online FPV preferito, la ragazza riceve in regalo un imbarazzante costume da orso, come ricompensa per aver giocato a lungo. L'amministratore del gioco, che risulta essere un Dio che l'ha basato sul mondo di Yuna, trasporta la ragazza dentro il mondo del gioco mentre indossa la sua tuta da orso, senza un vero e proprio avvertimento. Nonostante la sua rabbia iniziale per essere stata teletrasportata senza consenso, Yuna si adatta rapidamente e trova la sua nuova vita più appagante di quella sulla Terra, che reputa vuota.

## Personaggi

Shuri, Yuna e Fina nella sigla d'apertura della prima stagione dell'anime

Yuna (ユナ?)
Doppiata da: Maki Kawase
Yuna è una ragazza di 15 anni che vive da sola. Data la sua condizione economica ha scelto di ritirarsi socialmente all'età di dodici anni per giocare a World Fantasy Online il più possibile. Decide di godersi la sua nuova vita in un altro mondo poiché non ha alcun motivo di tornare al suo mondo originale, anche se detesta il fatto che Dio abbia collegato tutti i suoi poteri a un imbarazzante costume da orso.
Fina (フィナ?, Fiina)
Doppiata da: Azumi Waki
Fina è una bambina di 10 anni residente nella città di Crimonia. Essendo stata costretta a prendersi cura della famiglia in tenera età, è molto responsabile e matura. Come notato da sua madre e da Yuna, Fina ha una mentalità insolita per una bambina di 10 anni. Ha incontrato Yuna venendo salvata dai lupi e in seguito è diventata la sua compagna di lavoro. Grazie a Yuna, che possiede una quantità ridicolmente esagerata di mostri da scuoiare data l'enorme capienza della sua borsa degli oggetti, Fina non sta più soffrendo per procurarsi i soldi che le servono. Dato che la aiuta, Fina ottiene il 50% delle vendite per gli oggetti che vendono. La sua vicinanza a Yuna mostra che Fina la considera una famiglia.
Noire Foschurose (ノアール・フォシュローゼ?, Noāru Foshurōze)
Doppiata da: Rina Hidaka
Noire, soprannominata Noa, è una bambina nobile di 10 anni che risiede nella città di Crimonia; ha incontrato Yuna dopo aver sentito i suoi rapporti dalla gilda degli avventurieri. Ha una sorella maggiore di nome Shia. Ama gli orsi di Yuna più di ogni altra cosa, infatti ha fondato un fan club ad essi dedicato in segno di apprezzamento.
Shuri (シュリ?)
Doppiata da: Miyu Tomita
Shuri è la sorella minore di Fina e figlia di Telmina e dato che è piccola fa spesso supposizioni sciocche.
Misana Farrengram (ミサーナ・ファーレングラム?, Misāna Fārenguramu)
Doppiata da: Satomi Amano
Misana, soprannominata Misa, è la nipote di Gran Farrengram.
Shia Foschurose (シア・フォシュローゼ?, Shia Foshurōze)
Doppiata da: Inori Minase
Shia è una ragazza di 15 anni, nonché sorella maggiore di Noire e figlia di Cliff ed Eleanora Foschurose. Attualmente vive insieme alla madre nella Capitale Reale e frequenta la Royal Academy, mentre la sorella e il padre vivono insieme a Crimonia. Shia assomiglia molto al padre, ed in grado di mascherare le sue emozioni.
Cliff Foschurose (クリフ・フォシュローゼ?, Kurifu Foshurōze)
Doppiato da: Kōji Yusa
Cliff è il signore feudale di Crimonia. È, secondo Yuna, un signore magnanimo che si prende cura di tutti nella città, compreso l'orfanotrofio.
Gentz (ゲンツ?, Gentsu)
Doppiato da: Satoshi Tsuruoka
Gentz è un membro dello staff della Gilda residente a Crimonia. Successivamente diventa il patrigno di Fina e Shuri. Ai tempi dell'avventura, apparteneva al gruppo di Telmina e Roy.
Kumakyū (くまきゅう?)
Doppiata da: Yūko Kurose
L'orso bianco di Yuna, evocato insieme a Kumayuru. Il suo nome significa "orso che abbraccia".
Kumayuru (くまゆる?)
Doppiata da: Emi Miyajima
L'orso nero di Yuna, evocato insieme a Kumakyū. Il suo nome significa "orso rotante".
Telmina (ティルミナ?, Teiramina)
Doppiata da: Yume Miyamoto
Telmina è la madre di Fina e Shuri e risiede a Crimonia. È un'ex avventuriera, ma le sue figlie non le hanno permesso di riprendere il suo vecchio lavoro. È una figura premurosa e materna, che ha vissuto in povertà per molti anni. Ha un grande amore per la sua famiglia e per Yuna, e si sente per sempre grata nei suoi confronti. Successivamente diventa la rappresentante aziendale dell'orfanotrofio.
Lala (ララ?, Rara)
Doppiata da: Saki Ichimura
Lala è una domestica presso la residenza Foschurose.
Eleanora Foschurose (エレノラ・フォシュローズ?, Erenora Foshurōzu)
Doppiata da: Yuiko Tatsumi
Eleanora Foschurose è una nobile di 33 anni residente nella Capitale Reale, madre di Noire e Shia e moglie di Cliff Foschurose. Attualmente vive nella capitale reale insieme a Shia, lavorando come consigliere del re; mentre Noire e Cliff vivono insieme a Crimonia. Yuna nota che Eleanora fondamentalmente gestisce il regno, poiché il re fa così tanto affidamento su di lei. Anche se ha poco più di trent'anni, Yuna la descrive come qualcuno che sembra che abbia solo vent'anni. A parte questo, Eleanora è famosa per la sua bellezza.
Roy (ロイ?, Roi)
Roy è il defunto marito di Telmina. Gentz, Telmina e lui erano nello stesso party prima che lui e Telmina si sposassero.
Sanya (サーニャ?, Sānya)
Doppiata da: Lynn
Sanya è il capogilda della gilda degli avventurieri che risiede nella capitale reale. È un elfo e ha una sorellina di nome Ruimin e un fratellino di nome Luca.
Gran Farrengram (グレートファレングラム?)
Gran è il nonno di Misana Farrengram. È il signore feudale della parte orientale della città di Sheelin. Successivamente, governa tutta Sheelin dopo che la famiglia Salbert, che in precedenza governava la parte occidentale della città, è stata privata del suo status di nobile dopo essere stata coinvolta, tra gli altri crimini commessi, in un rapimento.
Atla (アトラ?, Atora)
Doppiata da: Kana Asumi
Atla è il capogilda della gilda degli avventurieri a Millela. Poiché la ragazza indossa una gonna corta e un top che espone i suoi indumenti sottostanti, Yuna ha scambiato lei per un'esibizionista e la Gilda per un'azienda per adulti.
Flora (フローラ?, Furōra)
Doppiata da: Hina Kino
Flora è la principessa del regno. È molto affezionata a Yuna dato che le ha creato un libro di fiabe che fosse adatto alla sua età.
Bō (ボー?)
Bō è la direttrice dell'orfanotrofio di Crimonia.
Liz (リズ?, Rizu)
Doppiata da: Sora Tokui
Liz è lo staff e l'istruttrice per i bambini dell'orfanotrofio di Crimonia.
Rondo (ロンド?, Rondo)
Doppiato da: Hiromichi Tezuka
Rondo è il maggiordomo della residenza Foschurose.

## Media

### Light novel
La serie è stata pubblicata sul sito web Shōsetsuka ni narō il 13 ottobre 2014 da Kumanano. Successivamente è stata acquistata da Shufu to Seikatsu Sha, che ha pubblicato il primo volume sotto l'etichetta PASH! a partire dal 29 maggio 2015. In Italia è inedita, mentre in Nord America è edita da Seven Seas Entertainment.
| Nº   | Data di prima pubblicazione | Data di prima pubblicazione | Data di prima pubblicazione |
| Nº   | Giapponese                  | Giapponese                  |                             |
| ---- | --------------------------- | --------------------------- | --------------------------- |
| 1    | 29 maggio 2015              | ISBN 978-4-391-14691-2      |                             |
| 2    | 27 novembre 2015            | ISBN 978-4-391-14755-1      |                             |
| 3    | 25 marzo 2016               | ISBN 978-4-391-14810-7      |                             |
| 4    | 29 luglio 2016              | ISBN 978-4-391-14811-4      |                             |
| 5    | 25 novembre 2016            | ISBN 978-4-391-14812-1      |                             |
| 6    | 31 marzo 2017               | ISBN 978-4-391-14947-0      |                             |
| 7    | 28 luglio 2017              | ISBN 978-4-391-14948-7      |                             |
| 8    | 22 dicembre 2017            | ISBN 978-4-391-14949-4      |                             |
| 9    | 30 marzo 2018               | ISBN 978-4-391-15144-2      |                             |
| 10   | 27 luglio 2018              | ISBN 978-4-391-15145-9      |                             |
| 11   | 30 novembre 2018            | ISBN 978-4-391-15146-6      |                             |
| 11.5 | 25 gennaio 2019             | ISBN 978-4-391-15278-4      |                             |
| 12   | 26 aprile 2019              | ISBN 978-4-391-15291-3      |                             |
| 13   | 30 agosto 2019              | ISBN 978-4-391-15292-0      |                             |
| 14   | 7 gennaio 2020              | ISBN 978-4-391-15293-7      |                             |
| 15   | 22 maggio 2020              | ISBN 978-4-391-15438-2      |                             |
| 16   | 25 settembre 2020           | ISBN 978-4-391-15437-5      |                             |
| 17   | 16 aprile 2021              | ISBN 978-4-391-15436-8      |                             |
| 18   | 25 dicembre 2021            | ISBN 978-4-391-15701-7      |                             |
| 19   | 7 ottobre 2022              | ISBN 978-4-391-15785-7      |                             |
| 20   | 4 agosto 2023               | ISBN 978-4-391-15978-3      |                             |
| 20.5 | 30 aprile 2024              | ISBN 978-4-391-16208-0      |                             |
| 21   | 7 febbraio 2025             | ISBN 978-4-391-16328-5      |                             |

### Manga
Un adattamento manga, disegnato da Sergei, ha iniziato la serializzazione sul sito web Comic PASH, della casa editrice Shufu to Seikatsu Sha il 28 marzo 2018. La serie è stata raccolta in tredici volumi tankōbon a partire dal 27 luglio 2018. In Italia il manga è stato annunciato durante il Napoli Comicon 2023 da SaldaPress, che lo pubblica a partire dal 22 settembre 2023. La traduzione dei testi è curata da Andrea Dentuto, mentre il lettering è realizzato da Matteo De Angeli. In America del Nord è edito da Seven Seas Entertainment.

#### Kuma Kuma Kuma Bear
| 1  | 27 luglio 2018 | ISBN 978-4-391-15218-0 | 22 settembre 2023 | ISBN 979-12-54612-21-7 (ed. regolare) ISBN 979-12-54612-56-9 (ed. variant)                                      |
| 1  | Capitoli - Capitoli 1-10 - Racconto Extra: "La storia di Yuna" - Manga Extra |                        |                   | |
| 2  | 22 febbraio 2019 | ISBN 978-4-391-15289-0 | 24 novembre 2023  | ISBN 979-12-54612-36-1 (ed. regolare) ISBN 979-12-54612-83-5 (ed. variant) ISBN 979-12-54612-72-9 (ed. variant) |
| 2  | Capitoli - Capitoli 11-20 - Racconto Extra: La "Kuma House" - Scoop! Ecco la "Kuma House" - Manga Extra. I problemi del capogilda - Manga Extra. Vita quotidiana degli orsi                                                                           |                        |                   | |
| 3  | 30 agosto 2019 | ISBN 978-4-391-15290-6 | 9 febbraio 2024   | ISBN 979-12-54612-54-5                                                                                          |
| 3  | Capitoli - Capitoli 21-30 - Racconto Extra: Il capogilda incontra l'orso - Manga Extra. Diventare padre - Manga Extra. Vita da orso |                        |                   | |
| 4  | 27 marzo 2020 | ISBN 978-4-391-15435-1 | 22 marzo 2024     | ISBN 979-12-54612-55-2                                                                                          |
| 4  | Capitoli - Capitoli 31-40 - Manga commemorativo per l'adattamento televisivo e l'uscita del 14º volume del light novel - Racconto Extra: L'orso vola nello spazio - Manga Extra. Togliersi dai guai... nello spazio - Manga Extra. Cronache di guerra |                        |                   | |
| 5  | 25 settembre 2020 | ISBN 978-4-391-15434-4 | 24 maggio 2024    | ISBN 979-12-54612-93-4                                                                                          |
| 5  | Capitoli - Capitoli 41-50 - Racconto Extra: "Lavoro per mio marito e per mia figlia (Ellelaura)" - Manga Extra. Parlando di ciuffi - Manga Extra. Ragazze di scuola                                                                                   |                        |                   | |
| 6  | 7 maggio 2021 | ISBN 978-4-39-115611-9 | 13 settembre 2024 | ISBN 979-12-54613-39-9                                                                                          |
| 6  | Capitoli - Capitoli 51-60 - Manga sulla registrazione dell'ultimo episodio dell'anime - Racconto Extra: "Yuna e compagni tra sogni e speranze" - Manga Extra. Rivelazioni dell'orso - Manga Extra. Parlando di famigli                                |                        |                   | |
| 7  | 5 novembre 2021 | ISBN 978-4-391-15613-3 | 6 dicembre 2024   | ISBN 979-12-54613-55-9                                                                                          |
| 7  | Capitoli - Capitoli 61-70 - Racconto Extra: "Ho lasciato la squadra (Rulina)" - Racconto Extra: "I bambini dell'orfanotrofio" - Manga Extra. In segreto - Manga Extra. Gelosia                                                                        |                        |                   | |
| 8  | 17 giugno 2022 | ISBN 978-4-391-15776-5 | 6 giugno 2025     | ISBN 979-12-54613-75-7                                                                                          |
| 8  | Capitoli - Capitoli 71-80 - Racconto Extra: "La ragazza che ha salvato la città (Atola") - Manga Extra. L'amore dell'orso - Manga Extra. Ricordi |                        |                   | |
| 9  | 4 novembre 2022 | ISBN 978-4-391-15892-2 | —                 | — |
| 9  | Capitoli - Capitoli 81-90 |                        |                   | |
| 10 | 2 maggio 2023 | ISBN 978-4-391-15979-0 | —                 | — |
| 10 | Capitoli - Capitoli 91-100 |                        |                   | |
| 11 | 1º dicembre 2023 | ISBN 978-4-391-16131-1 | —                 | — |
| 11 | Capitoli - Capitoli 101-110 |                        |                   | |
| 12 | 2 agosto 2024 | ISBN 978-4-391-16329-2 | —                 | — |
| 12 | Capitoli - Capitoli 111-120 |                        |                   | |
| 13 | 6 giugno 2025 | ISBN 978-4-391-16474-9 | —                 | — |
| 13 | Capitoli - Capitoli 121-130 |                        |                   | |

#### Kuma kuma kuma bear 〜 kyō mo kuma kuma biyori 〜
Una serie manga spin-off, realizzata da Yukinori Satō e intitolata Kuma kuma kuma bear 〜 kyō mo kuma kuma biyori 〜 (くまクマ熊ベアー 〜今日もくまクマ日和〜?), ha iniziato la serializzazione online sul sito web PASH UP! di Shufu to Seikatsu Sha il 16 settembre 2020.
| Nº | Data di prima pubblicazione | Data di prima pubblicazione | Data di prima pubblicazione |
| Nº | Giapponese                  | Giapponese                  |                             |
| -- | --------------------------- | --------------------------- | --------------------------- |
| 1  | 7 maggio 2021               | ISBN 978-4-39-115610-2      |                             |
| 2  | 2 settembre 2022            | ISBN 978-4-39-115774-1      |                             |

#### Kuma kuma kuma bear gaiden 〜 Yuna no yorimichi techō  〜
Un secondo manga spin-off, realizzato da Rinen Takizawa e intitolato Kuma kuma kuma bear gaiden 〜 Yuna no yorimichi techō  〜 (くまクマ熊ベアー外伝 〜ユナのよりみち手帖〜?), ha iniziato la serializzazione online sul sito web PASH UP! di Shufu to Seikatsu Sha il 28 dicembre 2022.
| Nº | Data di prima pubblicazione | Data di prima pubblicazione | Data di prima pubblicazione |
| Nº | Giapponese                  | Giapponese                  |                             |
| -- | --------------------------- | --------------------------- | --------------------------- |
| 1  | 2 giugno 2023               | ISBN 978-4-39-116028-4      |                             |
| 2  | 1º marzo 2024               | ISBN 978-4-39-116185-4      |                             |
| 3  | 20 dicembre 2024            | ISBN 978-4-391-16418-3      |                             |
| 4  | 1º agosto 2025              | ISBN 978-4-391-16582-1      |                             |

### Anime
Il 7 gennaio 2020 è stato annunciato un adattamento anime nel quattordicesimo volume della light novel. La serie è stata prodotta da EMT Squared e diretta da Yū Nobuta, con Takashi Aoshima che si è occupato della composizione della serie, Yuki Nakano al character design, Shigeo Komori che ha composto la colonna sonora e Hisashii Ishii che è stato il regista della serie. Essa è andata in onda dal 7 ottobre al 23 dicembre 2020 su AT-X e altre reti. La sigla di apertura è Itsuka no kioku (イツカノキオク? lett. "Ricordo di un giorno"), cantata da Azumi Waki. La prima sigla di chiusura, utilizzata negli episodi 2–11, è Ano ne. (あのね。?), eseguita da Maki Kawase, mentre la seconda sigla di chiusura, utilizzata nell'episodio 12, è Ano ne. -loved ones ver.- (あのね。-loved ones ver.-? lett. "Senti. Versione dedicata alle persone a cui voglio bene"), cantata sempre da Kawase ma insieme a Waki.
La serie è stata acquistata da Funimation, che l'ha trasmessa in streaming sul suo sito web in Nord America e nelle isole britanniche. Successivamente, Il 19 gennaio 2021, l'azienda ha annunciato che la serie avrebbe ricevuto un doppiaggio in inglese, che è stato trasmesso in streaming il giorno successivo. In seguito all'acquisizione di Crunchyroll da parte di Sony, la serie è stata spostata sul sito della prima.
Il 23 dicembre 2020, quando è andato in onda l'episodio finale della prima stagione, è stata annunciata la produzione della seconda stagione, intitolata Kuma kuma kuma bear punch!. Il cast principale e lo staff sono gli stessi della precedente stagione, ed è stata trasmessa dal 3 aprile al 19 giugno 2023. Le sigle sono rispettivamente Kimi to no mirai (キミトノミライ?) di Azumi Waki (apertura) e Zutto (ずっと?) di Maki Kawase (chiusura). I diritti per la distribuzione internazionale al di fuori dell'Asia sono stati acquistati da Crunchyroll che l'ha pubblicata in versione sottotitolata in vari Paesi del mondo, tra cui l'Italia.

#### Episodi

##### Prima stagione
| Nº | Titolo italiano (traduzione letterale) Giapponese 「Kanji」 - Rōmaji                        | In onda          | In onda |
| Nº | Titolo italiano (traduzione letterale) Giapponese 「Kanji」 - Rōmaji                        | Giapponese       |         |
| 1  | Appare l'Orso 「クマさん、登場」 - Kumasan, tōjō                                            | 7 ottobre 2020   |         |
| 2  | L'Orso incontra la bambina 「クマさん、少女と出会う」 - Kumasan, shōjo to deau              | 14 ottobre 2020  |         |
| 3  | L'Orso va su tutte le furie 「クマさん、大暴れする」 - Kumasan, dai abare suru              | 21 ottobre 2020  |         |
| 4  | L'Orso incontra il signore feudale 「クマさん、領主に会う」 - Kumasan, ryōshu ni au         | 28 ottobre 2020  |         |
| 5  | L'Orso alleva un uccello (?) 「クマさん、鶏（？）を育てる」 - Kumasan, tori (?) o sodateru  | 4 novembre 2020  |         |
| 6  | L'Orso veglia sulle sorelle 「クマさん、姉妹を見守る」 - Kumasan, shimai o mimamoru         | 11 novembre 2020 |         |
| 7  | L'Orso va nella capitale reale 「クマさん、王都に行く」 - Kumasan, ōto ni iku               | 18 novembre 2020 |         |
| 8  | L'Orso va sprecato 「クマさん、無双する」 - Kumasan, musō suru                              | 25 novembre 2020 |         |
| 9  | L'Orso apre il negozio 「クマさん、お店を開く」 - Kumasan, o mise o hiraku                  | 2 dicembre 2020  |         |
| 10 | L'Orso va al mare 「クマさん、海へ行く」 - Kumasan, umi e iku                               | 9 dicembre 2020  |         |
| 11 | L'Orso combatte i calamari (?) 「クマさん、烏賊（？）と戦う」 - Kumasan, ika (?) to tatakau | 16 dicembre 2020 |         |
| 12 | Signorina Orso e Fina 「クマさんとフィナ」 - Kumasan to Fina                                | 23 dicembre 2020 |         |

##### Seconda stagione
| Nº | Titolo italiano Giapponese 「Kanji」 - Rōmaji                                                 | In onda        | In onda |
| Nº | Titolo italiano Giapponese 「Kanji」 - Rōmaji                                                 | Giapponese     |         |
| 1  | L'Orso è tornato 「帰ってきたクマさん」 - Kaettekita kumasan                                  | 3 aprile 2023  |         |
| 2  | L'Orso protegge gli studenti 「クマさん、学生を見守る」 - Kumasan, gakusei o mimamoru         | 10 aprile 2023 |         |
| 3  | L'Orso sorprende tutti 「クマさん、驚かせる」 - Kumasan, odorokaseru                          | 17 aprile 2023 |         |
| 4  | L'Orso fa da guida alla ragazza 「クマさん、少女を導く」 - Kumasan, shōjo o michibiku         | 24 aprile 2023 |         |
| 5  | L'Orso alla ricerca del Mithril 「クマさん、ミスリルを求めて」 - Kumasan, misuriru o motomete | 1º maggio 2023 |         |
| 6  | L'Orso diventa un eroe (?) 「クマさん、勇者（？）になる」 - Kumasan, yūsha (?) ni naru        | 8 maggio 2023  |         |
| 7  | L'Orso viene rimproverato 「クマさん、叱られる」 - Kumasan, shikarareru                       | 15 maggio 2023 |         |
| 8  | L'Orso impara a bere il tè nero 「クマさん、紅茶を学ぶ」 - Kumasan, kōcha o manabu            | 22 maggio 2023 |         |
| 9  | L'Orso conosce la nobiltà 「クマさん、貴族を知る」 - Kumasan, kizoku o shiru                  | 29 maggio 2023 |         |
| 10 | L'Orso è motivato 「クマさん、やる気になる」 - Kumasan, yaruki ni naru                        | 5 giugno 2023  |         |
| 11 | L'Orso per il pelo 「クマさん、クマを脱ぐ」 - Kumasan, kuma o nugu                            | 12 giugno 2023 |         |
| 12 | La storia dell'Orso 「クマさんのものがたり」 - Kumasan no monogatari                          | 19 giugno 2023 |         |